# 辛炔
辛炔（英語：Octyne）可以指：

### 不带支链
| 化合物 | 结构式 | CAS号      |
| ------ | ------ | ---------- |
| 1-辛炔 |        | 629-05-0   |
| 2-辛炔 |        | 2809-67-8  |
| 3-辛炔 |        | 15232-76-5 |
| 4-辛炔 |        | 1942-45-6  |

### 带支链

#### C7为主链
- 以2-甲基庚烷為骨架

| 化合物                   | CAS号      |
| ------------------------ | ---------- |
| 6-甲基-1-庚炔 （異辛炔） | ？         |
| 6-甲基-2-庚炔            | 51065-64-6 |
| 6-甲基-3-庚炔            | 54050-92-9 |
| 2-甲基-3-庚炔            | ？         |

- 以3-甲基庚烷為骨架
  - 5-甲基-1-庚炔 混合CAS编號：61064-09-3 
    - (R)-5-甲基-1-庚炔 CAS#  ？
    - (S)-5-甲基-1-庚炔 CAS#  ？

  - 5-甲基-2-庚炔 混合CAS编号：？
    - (R)-5-甲基-2-庚炔 CAS#  ？
    - (S)-5-甲基-2-庚炔 CAS#  ？

  - 5-甲基-3-庚炔 混合CAS编号：61228-09-9 
    - (R)-5-甲基-3-庚炔 CAS#  ？
    - (S)-5-甲基-3-庚炔 CAS#  ？

  - 3-甲基-1-庚炔 混合CAS编号：？
    - (R)-3-甲基-3-庚炔 CAS#  ？
    - (S)-3-甲基-3-庚炔 CAS#  ？
- 以4-甲基庚烷为骨架
  - 4-甲基-1-庚炔 混合CAS编号：？
    - (R)-4-甲基-1-庚炔 CAS#  ？
    - (S)-4-甲基-1-庚炔 CAS#  ？

  - 4-甲基-2-庚炔 混合CAS编号：？
    - (R)-4-甲基-2-庚炔 CAS#  ？
    - (S)-4-甲基-2-庚炔 CAS#  ？

#### C6为主链
- 以3-乙基己烷为骨架
  - 3-乙基-1-己炔 混合CAS编号：？
    - (R)-3-乙基-1-己炔 CAS#  ？
    - (S)-3-乙基-1-己炔 CAS#  ？

  - 4-乙基-1-己炔  CAS#  ？
  - 4-乙基-2-己炔  CAS#  ？
- 以2,2-二甲基己烷为骨架
  - 5,5-二甲基-1-己炔（新辛炔）  CAS#108490-21-7 
  - 5,5-二甲基-2-己炔  CAS#56617-18-6 
  - 2,2-二甲基-3-己炔  CAS#4911-60-8
- 以2,3-二甲基己烷为骨架
  - 4,5-二甲基-1-己炔 混合CAS编号：？
    - (R)-4,5-二甲基-1-己炔  CAS#  ？
    - (S)-4,5-二甲基-1-己炔  CAS#  ？

  - 4,5-二甲基-2-己炔 混合CAS编号：？
    - (R)-4,5-二甲基-2-己炔  CAS#  ？
    - (S)-4,5-二甲基-2-己炔  CAS#  ？
- 以2,4-二甲基己烷为骨架
  - 3,5-二甲基-1-己炔 混合CAS编号：？
    - (R)-3,5-二甲基-1-己炔  CAS#  ？
    - (S)-3,5-二甲基-1-己炔  CAS#  ？
- 以2,5-二甲基己烷为骨架
  - 2,5-二甲基-3-己炔  CAS#927-99-1
- 以3,3-二甲基己烷为骨架
  - 3,3-二甲基-1-己炔  CAS#  ？
  - 4,4-二甲基-2-己炔  CAS#  ？
  - 4,4-二甲基-1-己炔  CAS#  ？
- 以3,4-二甲基己烷为骨架
  - 3,4-二甲基-1-己炔 混合CAS编号：？
    - (3R,4R)-3,4-二甲基-1-己炔  CAS#  ？
    - (3S,4S)-3,4-二甲基-1-己炔  CAS#  ？
    - (3R,4S)-3,4-二甲基-1-己炔  CAS#  ？
    - (3S,4R)-3,4-二甲基-1-己炔  CAS#  ？

#### C5为主链
- 以2-甲基-3-乙基戊烷为骨架
  - 4-甲基-3-乙基-1-戊炔 混合CAS编号：？
    - (R)-4-甲基-3-乙基-1-戊炔  CAS#  ？
    - (S)-4-甲基-3-乙基-1-戊炔  CAS#  ？
- 以3-甲基-3-乙基戊烷为骨架
  - 3-甲基-3-乙基-1-戊炔  CAS#  ？
- 以2,2,3-三甲基戊烷为骨架
  - 3,4,4-三甲基-1-戊炔 混合CAS编号：？
    - (R)-3,4,4-三甲基-1-戊炔  CAS#  ？
    - (S)-3,4,4-三甲基-1-戊炔  CAS#  ？
- 以2,3,3-三甲基戊烷 为骨架
  - 3,3,4-三甲基-1-戊炔  CAS#  ？